# Майка Армения
„Майка Армения“ (на арменски: Մայր Հայաստան, транслитерация: Mayr Hayastan, Майр Хаястан) е паметник-статуя, най-популярното визуално представено национално олицетворение на Армения. Намира се в Парка на победата в Ереван, Армения.
Статуята днес е на мястото на старата статуя на Йосиф Сталин, създадена като символ на победата и мемориал за Втората световна война. По време на сталинисткия период на СССР Григов Харутунян, Първи секретар на Комунистическата парния на Армения (като част от Съветския съюз), поръчва създаването на паметника. Той е открит на 29 ноември 1950 година. Автор е Сергей Меркуров. Пиедесталът е създаден от Рафаел Израелян. Той символизира трикрила базилика на арменска църква, като казва години по-късно, че вгражда този символ, защото „славата на диктаторите е преходна“.
През пролетта на 1962 година статуята на Сталин е махната, със заповед да бъде унищожена. Тогава е заменена от статуята „Майка Армения“, дело на Ара Харутюнян.
„Майка Армения“ е висока 22 m, с което цялата височина на монумента е 51 m, с включен пиедестала. Статуята е изкована от мед, а пиедесталът от базалт.

## Символика
Намира се на хълм, от който се открива изглед към цял Ереван и може да се възприеме като пазител на Арменската столица. Статуята „Майка Армения“ символизира мира чрез силата.
Всяка година хиляди арменци посещават паметника на 9 май и оставят цветя. В основата на паметника е и Музеят за военна история.